# John Bostock (Mediziner)

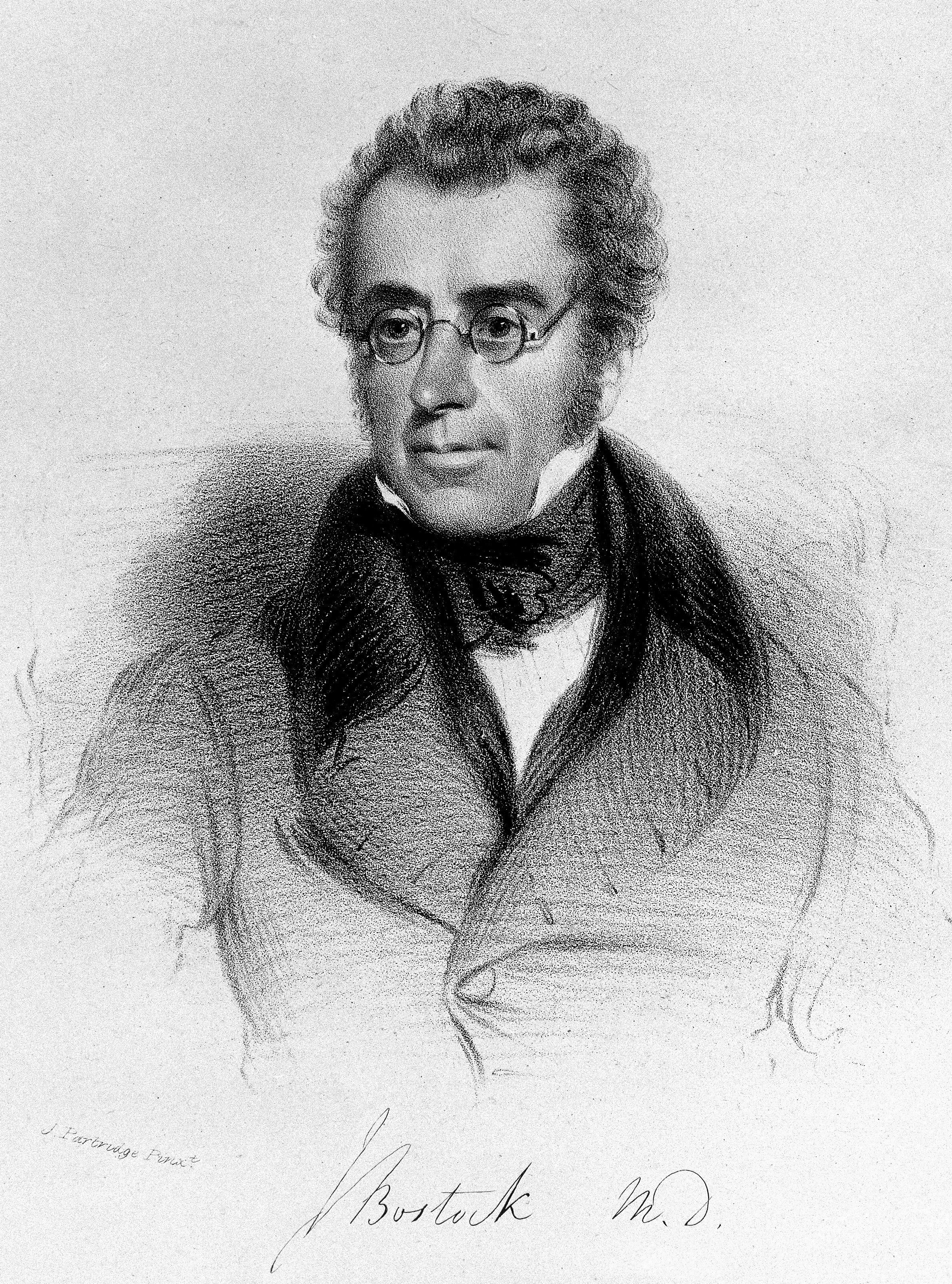
John Bostock um 1836

John Bostock der Jüngere, (getauft 29. Juni 1773 in Liverpool; † 6. August 1846 in London) war ein englischer Arzt und Naturwissenschaftler (Chemie, Physiologie, Geologie). Er ist bekannt für die erste und klassische Beschreibung von Heuschnupfen (1819).

## Leben
Bostock wurde am 29. Juni 1773 getauft. Sein Vater war der gleichnamige Arzt John Bostock. Er studierte an der Universität Edinburgh Medizin mit dem M.D. 1798 (Dissertation: Secretion and Formation of the Tule, unter anderem über Bildung von Galle). Danach ließ er sich in Liverpool als Arzt nieder. 1810 griff er in einer Schrift den angesehenen Herausgeber Richard Powell der London Pharmacopeia wegen dessen Nomenklatur der Arzneien an, wobei seine Kritik nach seiner Biographie im Dictionary of National Biography eher pedantisch war (die Nomenklatur von Powell setzte sich durch) und eher Bostocks Ansehen schadete. 1817 zog er nach London und wandte sich 1818 von der Medizin ab zugunsten der Naturwissenschaften. Im selben Jahr veröffentlichte er ein Buch über Galvanismus (An Account of the History and Present State of Galvinism). Sein ab 1824 veröffentlichtes dreibändiges Buch über Physiologie (An elementary system of physiology) verschaffte ihm Anerkennung ebenso wie eine Abhandlung über die Reinigung des Themse-Wassers von 1829 (The purification of Thames Water). Er lehrte Chemie im Guy's Hospital in London. Er starb an der Cholera.
1826 wurde er Präsident der Geological Society of London. Er war Fellow der Royal Society und 1832 deren Vizepräsident. Außerdem war er Mitglied der Linnaean Society, der Zoological Society, der Horticultural Society und der Medico-Chirurgical Society sowie der Royal Society of Literature.
Er war mit Anne Yates verheiratet und hatte eine Tochter Eliza Bostock (1817–1898), die eine Vorkämpferin für Frauenbildung war.

## Werk
Als Mediziner ist er bekannt für seine Beschreibung des Heuschnupfens in den Transactions der Medico-Chirurgical Society. Dabei beschrieb er in der Veröffentlichung von 1819 auch seine eigene Erkrankung, die besonders schwer war. Bostock beschrieb auch mehrere damals gängige Therapien, bezweifelte aber deren Wirksamkeit. In einer zweiten Abhandlung 1828 schlug er die Bezeichnung Catarrhus Aestivus (Sommer-Katarrh) vor, beschrieb 28 Fälle. Da ihm keine unzweideutigen Fälle aus ärmeren Schichten bekannt waren vermutete er, dass es eine Erkrankung der mittleren und höheren Gesellschaftsschichten war.
Sein Lehrbuch der Physiologie war in Großbritannien lange ein verbreitetes Lehrbuch, bis die englische Übersetzung des Handbuchs der Physiologie von Johannes Müller erschien (Elements of Physiology, London 1837 bis 1843, Übersetzer William Baly). Die zweite Auflage erschien 1836. Bostock war ein früher Pionier der chemischen Pathologie. Er erkannte als Erster (mit Wells), dass der Anstieg des Harnstoffs im Blut mit dessen Abnahme im Urin einherging und umgekehrt. Ebenso korrelierte die Abnahme von Albumin im Blut mit der Zunahme im Urin.
Von ihm stammt auch eine Medizingeschichte (Sketch of the History of Medicine from its Origin to the Commencement of the Nineteenth Century, 1836), die zuvor in der Cyclopedia of Practical Medicine erschien, und er schrieb Artikel für Brewster's Encyclopaedia. Er arbeitete mit Henry Thomas Riley an einer Übersetzung und einem Kommentar zur Naturgeschichte von Plinius dem Älteren, die aber erst nach seinem Tod erschien.

## Schriften
Soweit nicht in den Fußnoten erwähnt:
- An essay on respiration. Liverpool 1804 (Digitalisat)
  - A. F. Nolde: John Bostock’s Versuch über das Athemholen: erster und zweiter Theil ; mit einem Kupfer. Erfurt 1809 (Digitalisat)
- Zusammen mit John Mason Good (1764–1827), Samuel Cooper (1780–1848), A. Sidney Doane (1808–1852): The study of medicine. New York 1835, Band 1, Band 2
- An elementary system of physiology. Boston 1825–1828, Band 1 (1825), Band 2 (1828), Band 3 (1828)
- Sketch of the history of medicine, from its origin to the commencement of the nineteenth century. London 1835 (Digitalisat)
- Zusammen mit H. T. Riley: The natural history of Pliny. Translated, with copious notes and illustrations. London, Band 3 (1855), Band 6 (1857)